# Titularbistum Zarzela
Das Bistum Zarzela (italienisch diocesi di Zarzela, lateinisch Dioecesis Zarzelensis) ist ein Titularbistum der römisch-katholischen Kirche.
Es geht zurück auf ein ehemaliges Bistum in der Provinz Pisidien in der heutigen Türkei in der Zivildiözese Asien. Es gehörte zur Kirchenprovinz Antiochia. Das Titularbistum wurde 1933 durch Pius XI. errichtet. Bisher hatte das Titularbistum keinen Amtsinhaber.